# Vedutismo

Vista del Palacio Ducal de Venecia, de Canaletto.

El vedutismo (de veduta, ‘vista’ en italiano; plural, vedute) es un género pictórico muy típico del Settecento (siglo XVIII) italiano, desarrollado sobre todo en Venecia. Enmarcado dentro del paisajismo, en el vedutismo se representan vistas generalmente urbanas, en perspectiva, llegando a veces a un estilo cartográfico, donde se reproducen imágenes panorámicas de la ciudad, describiendo con minuciosidad canales, monumentos y lugares típicos de Venecia, solos o con la presencia de la figura humana, generalmente de pequeño tamaño y en grandes grupos de gente. Concebidas como recuerdos —casi como postales— para viajeros extranjeros, las vedute tuvieron mucho éxito, llegó su influencia a casi todos los rincones de Europa, e iniciaron una forma característica de representar el paisaje que fue imitada por muchos artistas europeos. Sus mayores exponentes fueron Canaletto, Bernardo Bellotto, Francesco Guardi, Michele Marieschi y Luca Carlevarijs.

## Descripción
En el siglo XVIII, la República de Venecia vivió una época de crisis política y económica, que produjo un efecto social propenso a la revitalización de su cultura, que incorporó los nuevos valores ilustrados, y propició en el terreno del arte una búsqueda de nuevas soluciones formales distintas a las del arte barroco, el estilo anterior. Cabe destacar que la presencia en la ciudad de importantes colonias de extranjeros, sobre todo ciudadanos británicos, propició la internacionalización del arte veneciano, favoreciendo el intercambio cultural y el comercio artístico, así como los viajes de artistas venecianos a otros países.
La veduta recibió la influencia de eminentes paisajistas anteriores como Nicolas Poussin, Claude Lorrain o Salvatore Rosa, así como del paisajismo neerlandés. Uno de sus claros precedentes fue Gaspar van Wittel, activo en Venecia, Nápoles y Roma entre finales del siglo xvii y principios del XVIII, autor de paisajes urbanos con ruinas y monumentos, así como pequeñas figuras humanas, como en El muelle de San Marcos (1697). Concebidas en principio como vistas imaginarias, compuestas de forma ideal por el artista, enseguida pasaron a ser imágenes extraídas de la realidad, a veces con un gran detallismo y una minuciosa descripción del mundo circundante. La veduta suele estar compuesta de amplias perspectivas, con una distribución de los elementos cercana a la escenografía, y con una cuidada utilización de la luz, que recoge toda la tradición de la representación atmosférica desde el “sfumato” de Leonardo y las gamas cromáticas de amaneceres y atardeceres de Claude Lorrain. El vedutismo influyó a artistas de épocas posteriores como Joseph Mallord William Turner, Camille Corot, James McNeill Whistler, Claude Monet, etc.
Una derivación de la veduta fue el capriccio (capricho), un tipo de representación basada en el paisaje pero de corte fantástico, idealizado, generalmente con un motivo particular que llama la atención, como es la representación de ruinas. En el capriccio pueden coexistir edificios reales e inventados, antiguos y modernos, cualquier elemento que surja de la voluntad del artista. Desarrollado también fuera de Venecia por artistas como Giovanni Battista Piranesi, Giovanni Paolo Pannini y Giovanni Niccolò Servandoni, el capriccio fue practicado por casi todos los vedutistas venecianos. Estos paisajes con ruinas fueron un claro precedente del gusto tan romántico por la ruina, y entroncarán con categorías estéticas tan de gusto romántico como lo sublime y lo pintoresco.

## Carlevarijs

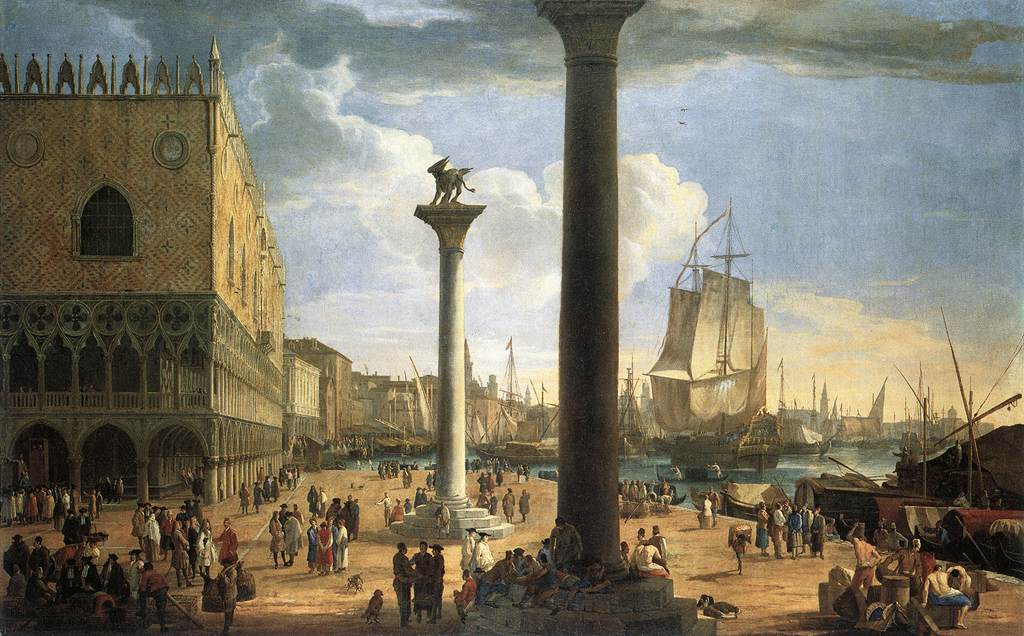
El muelle con el Palazzo Ducale, de Luca Carlevarijs.

Luca Carlevarijs (1663-1730), de origen friulano, fue uno de los primeros artistas que se dedicaron al vedutismo. Sus primeras obras fueron de tema religioso, de estilo tardobarroco, pero enseguida se decantó hacia el paisaje y la marina. En 1703 publicó una serie de grabados, Las Fábricas y Vistas de Venecia dibujadas, puestas en perspectiva y talladas por Luca Carlevarijs, con el objetivo de “dar a conocer en los países extranjeros las Magnificencias Venecianas”. Eran grabados al aguafuerte, donde mostraba los principales edificios (“fábricas”) de Venecia, sus principales monumentos y parajes naturales. Dotados de un fuerte sello científico, eran composiciones que destacaban por el uso de la perspectiva y los estudios matemáticos y geométricos. Sin embargo, en sus posteriores obras, Carlevarijs evolucionó hacia una forma de representar el paisaje no tan fidedigna, sino más idealizada, forzando la perspectiva para conseguir imágenes más impactantes, escenas que evocan una ciudad mítica e inmortal. Entre 1704 y 1714 se dedicó al capriccio, para circunscribirse desde entonces a las vistas reales, con más demanda entre clientes extranjeros. Entre sus obras destacan: El muelle con el Palazzo Ducale (1705-1710), El muelle con la Zecca y la punta de la Dogana (1705-1710), Entrada del embajador británico en el Palazzo Ducale (1707), Puerto de mar con arco triunfal (1710-1712), El muelle y la Piazzetta (1710-1720), Capricho con ruinas, fuente y jinetes (1715), etc.

## Canaletto

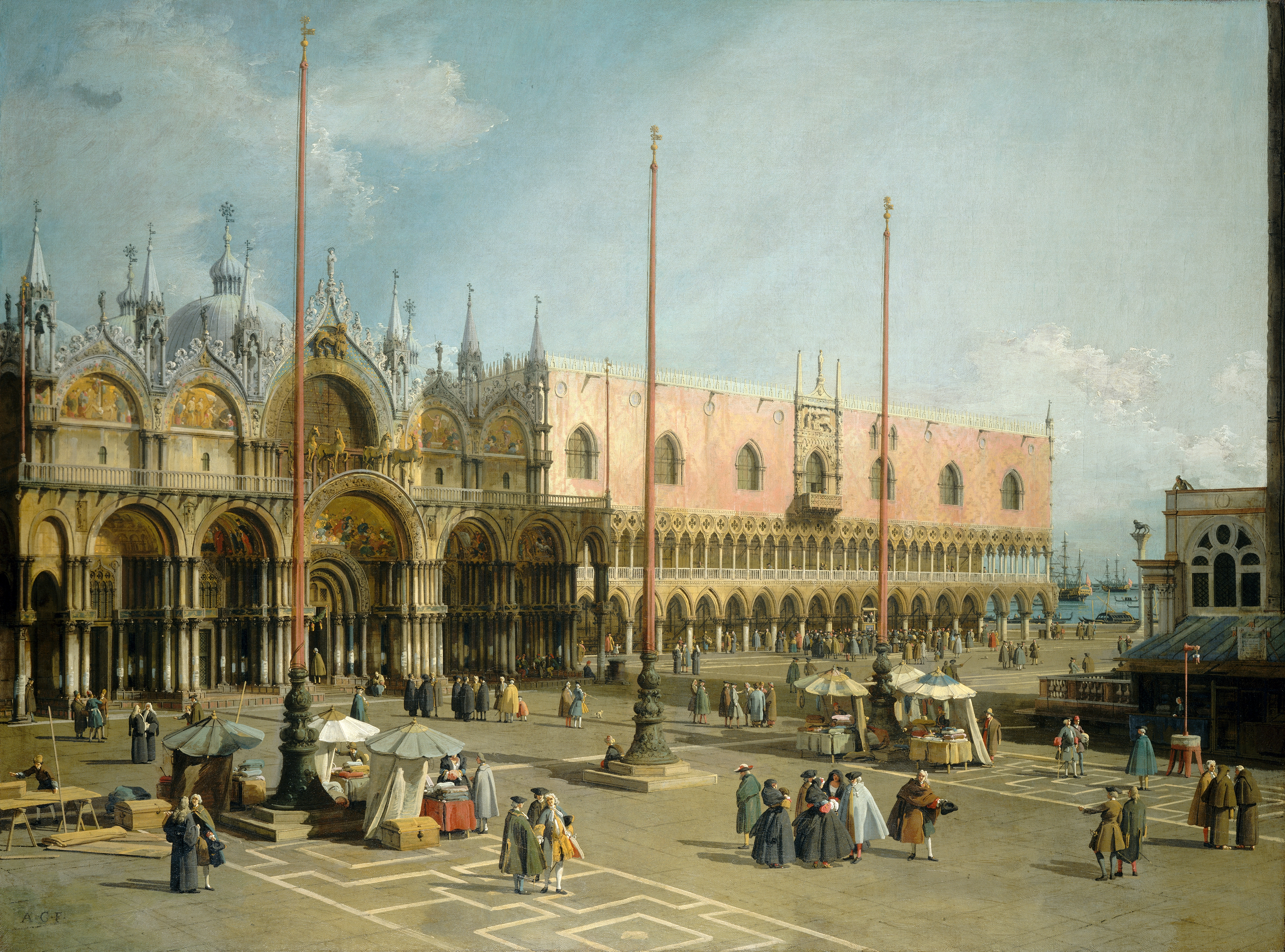
La Plaza de San Marcos, de Canaletto.

Giovanni Antonio Canal, Canaletto (1697-1768), fue quizá el más grande exponente del vedutismo veneciano. Iniciado con su padre en la escenografía, en un viaje a Roma en 1719 decidió dedicarse a la pintura. Desde entonces, sus obras tuvieron mucho éxito sobre todo entre clientes británicos, destacando el cónsul Joseph Smith, quien le efectuó numerosos encargos. Por mediación de Smith, en 1735 elaboró un catálogo para sus clientes, un conjunto de 14 grabados titulado Prospectus Magni Canalis Venetiarum. La producción de Canaletto es más compleja que la de su maestro Carlevarijs, con un repertorio figurativo más variado, una elaborada organización esquemática, colores más esplendorosos, con juegos de luces y sombras, detalles más precisos, volúmenes más concretos y perspectivas más racionales. Entre 1746 y 1755 residió en Londres, donde cosechó un considerable éxito, y compuso diversas obras con la ciudad del Támesis como tema. Entre sus obras destacan: El Canal grande desde el Palazzo Balbi (1719-1723), El Canal de los Mendigos (1719-1723), Los Santos Juan y Pablo y la Escuela de San Marcos (1724-1730), Plaza de San Marcos hacia el oeste (1726), Campo de Santa María Formosa (1730), El Arsenal (1731-1746), El Bucentauro regresa al muelle el día de la Ascensión (1732), Regata en el Canal Grande (1734), El Dux en San Roque (1735), El muelle de San Marcos hacia el este (1735-1740), El Canal Grande hacia el sureste desde la iglesia degli Scalzi (1738), Fiesta en el dique de Santa Marta (1758-1763), etc.
El detallismo de la obra de Canaletto es tan preciso que se ha apuntado que el pintor se valía de una cámara oscura, un ingenio que funcionaba de manera similar a la de una cámara fotográfica moderna, proyectando una imagen sobre la cual el artista podía trabajar. Sin embargo, una escena como la inferior a estas líneas no podía ser registrada por la cámara de una sola vez, pues tiene tantos puntos de vista que ha habido que refundirlos para formar una ilusión panorámica convincente. En este esbozo, lo elevado del punto de vista hace pensar que se está mirando por una ventana; pero no existe edificio donde el artista hubiera debido situarse para usar la cámara.

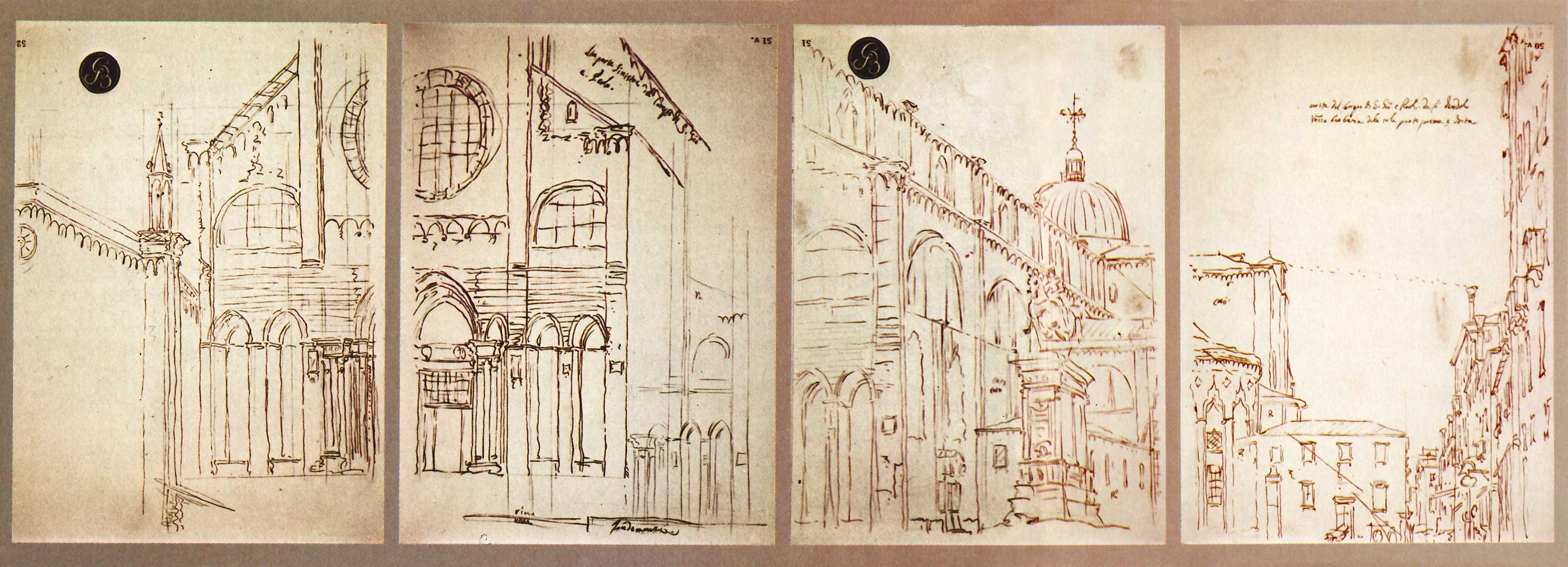
Basílica de San Juan y San Pablo, de Canaletto. Veduta obtenida uniendo cuatro folios esbozados con la ayuda de una cámara oscura.

## Marieschi
Michele Marieschi (1710-1743) tuvo una breve pero fructífera carrera, si bien ha sido recientemente reconocido después de un largo olvido. Iniciado en la escenografía, después de un viaje a Alemania en 1735 inició su carrera como pintor. Recibió la influencia de Marco Ricci, perceptible en las composiciones con primeros planos en sombras y fondos iluminados. Las obras de Marieschi destacan por una composición dinámica, espacios dilatados, fuertes claroscuros y colores de empaste denso. Al parecer también utilizó la cámara oscura, siendo perceptible en sus obras las mismas distorsiones de perspectiva que se hallan en Canaletto. En 1737 se integró en el taller de su suegro, Domenico Fontana, para el que empezó a elaborar sobre todo caprichos. Siguiendo el ejemplo de Canaletto, en 1741 publicó un álbum de grabados, Magnificentiores Selectioresque Urbis Venetiarum Prospectus, del que no pudo ver los frutos al morir prematuramente. Entre sus obras destacan: El Canal Grande en Ca’Pesaro (1734-1735), La plaza de los leones (o de San Basso) (1735-1736), El puente de Rialto con el canal del Hierro (1735-1737), El Canal Grande en Ca’Rezzonico desde el campo de San Samuel (1738-1740), La iglesia de la Salute (1740), Capricho con aldea a la orilla de un río (1740), Capricho con edificio gótico y obelisco (1740), El Canal Grande junto al mercado de pescado (1741), etc.

## Guardi

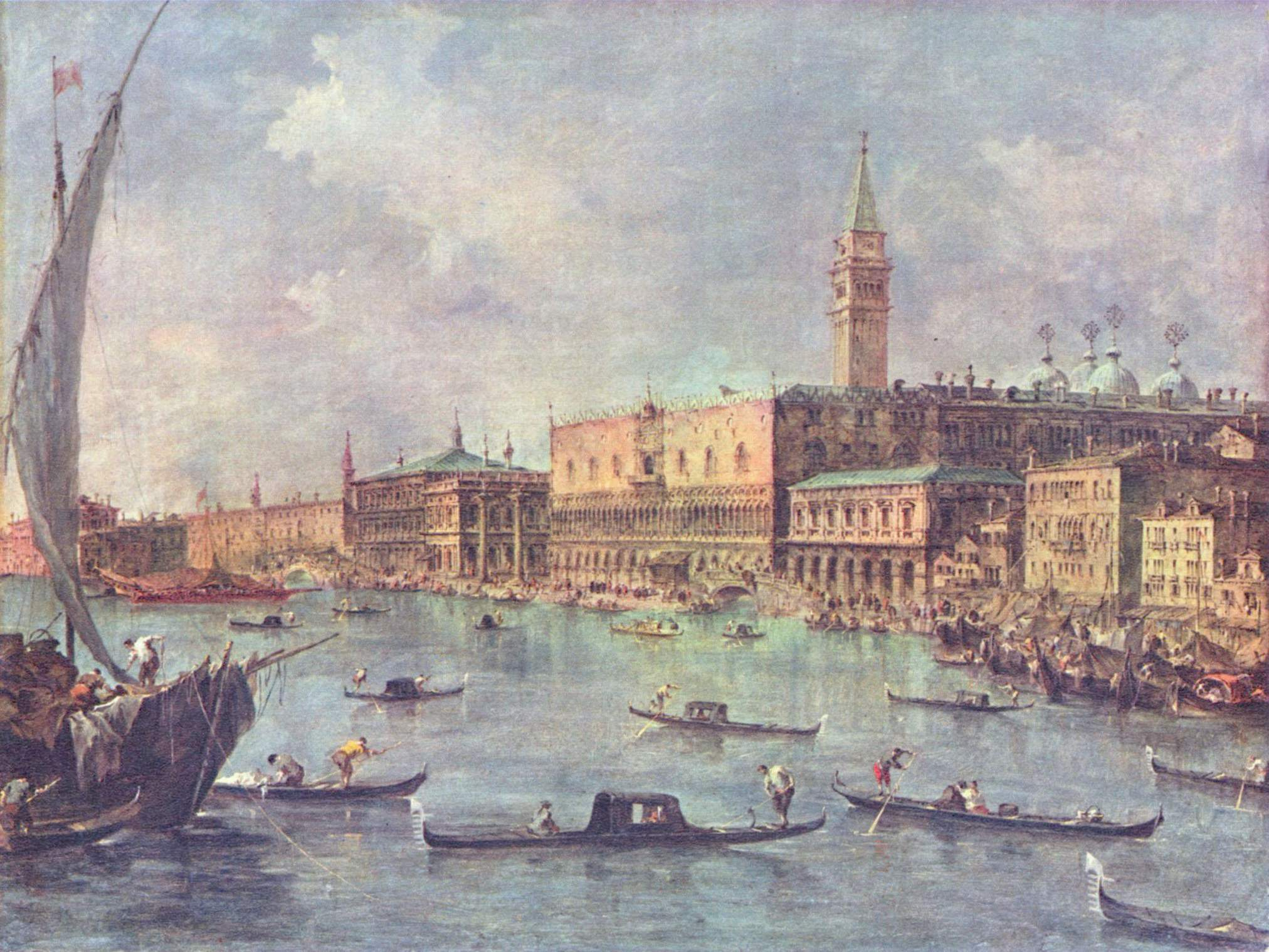
El Palazzo Ducale en Venecia, de Francesco Guardi.

Francesco Guardi (1712-1793) es quizá, junto a Canaletto, el más dotado vedutista veneciano. En sus inicios, trabajó estrechamente con su hermano Antonio, lo que ha originado ciertos problemas de adjudicación. La obra de Guardi se nutrió de la lección de Canaletto, sobre todo en las composiciones arquitectónicas –y en el uso de la cámara oscura–, si bien sus cuadros tienen un aspecto más melancólico, con un tipo de atmósfera esfumada que contrasta con las claras composiciones del maestro. Quizá adelantado a su tiempo en cuanto al cromatismo de sus obras –que fue más valorado durante el romanticismo–, en vida no obtuvo el suficiente reconocimiento, por lo que no fue acreedor de un mecenazgo como el que tuvo Canaletto, recibiendo encargos básicamente del estado y la Iglesia. También se dedicó al capriccio, del que hay catalogadas unas 300 obras. Entre sus obras destacan: La Plaza de San Marcos hacia la Basílica (1750-1760), El Canal Grande hacia Rialto con el palacio Grimani y el palacio Manin (1760), El Canal Grande con las Fábricas Nuevas (1760), El canal de Cannaregio (1765-1775), San Giorgio Maggiore visto desde el canal de la Judería (1770-1775), Borrasca marina (1770-1775), Capricho con marina, torre derruida y palmeras (1775-1780), Fiesta de la Ascensión en la Plaza de San Marcos (1776), Incendio en San Marcuola (1789), etc.

## Bellotto

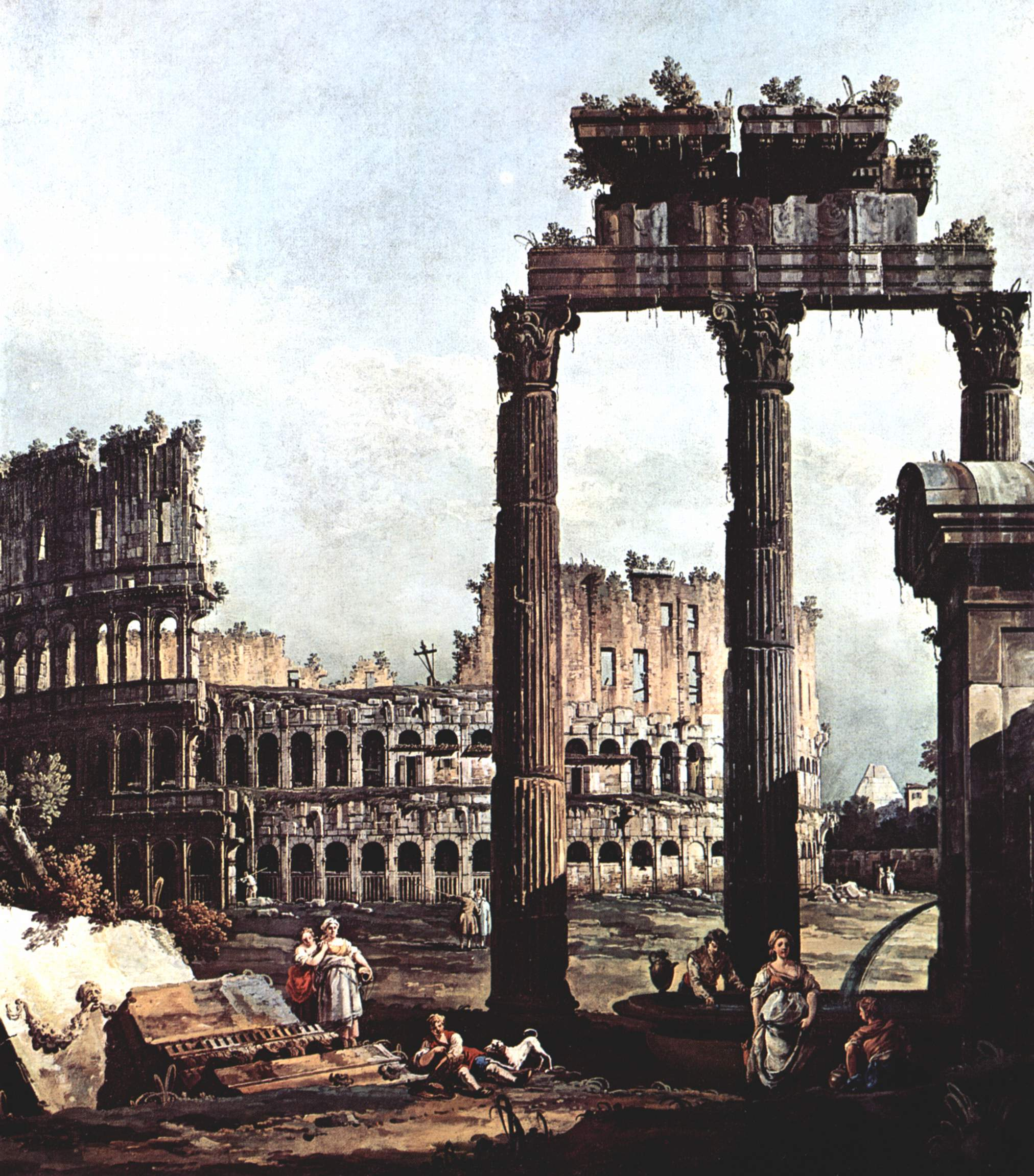
Capricho con el Coliseo, de Bernardo Bellotto.

Bernardo Bellotto (1721-1780) era sobrino de Canaletto, con el que se formó. Su obra se diferencia de la de su maestro en unos contornos más geométricos y la utilización de colores más fríos, con más claroscuro, y personajes más caracterizados psicológicamente. Sin embargo, siguió su estela en la elección de motivos, hecho que ha provocado diversas controversias de adjudicación de obras de estos dos artistas. En 1742 viajó a Roma, realizando una serie de composiciones de los monumentos y lugares típicos de la capital italiana, que empiezan a mostrar el sello característico de Bellotto, en imágenes de gran fidelidad descriptiva que muestran el aspecto moderno de las antiguas ruinas clásicas. Entre 1744 y 1745 residió en Milán y Turín, donde va perfeccionando su estilo, especialmente en la plasmación de diversos ambientes atmosféricos en sus paisajes. Desde 1747 residió en Alemania, Austria y Polonia, donde se afianzó como uno de los mejores paisajistas del siglo XVIII. Entre sus obras destacan: El Canal de los Mendigos y la Escuela de San Marcos (1735-1740), Campo de San Esteban (1739), El Canal Grande desde Ca’Foscari (1740), El muelle de San Marcos desde la Piazzetta (1740), Plaza de la Signoria hacia el Palazzo Vecchio (1742), Capricho romano con el Campidoglio (1742-1747), El Arco de Tito en Roma (1743), El antiguo puente sobre el Po en Turín (1745), Capricho con el Coliseo (1746), Dresde desde la orilla derecha del Elba (1748), Viena desde el Belvedere (1759-1760), Ruinas de la Kreuzkirche (1765), Vista del castillo real desde el Vístula (1770), etc.